# توپچیخا
توپچیخا (روسی: Топчиха) یک منطقهٔ مسکونی در روسیه است که در سرزمین آلتای واقع شده‌است.